# Onychogomphus procteri
Onychogomphus procteri – gatunek ważki z rodziny gadziogłówkowatych (Gomphidae). Takson ten nie jest wymieniany w nowszych wersjach World Odonata List.